# Grădiștea (Ilfov)
Grădiştea é uma comuna romena localizada no distrito de Ilfov, na região de Muntênia. A comuna possui uma área de 33.12 km² e sua população era de 2784 habitantes segundo o censo de 2007.